# Fotocamera a soffietto

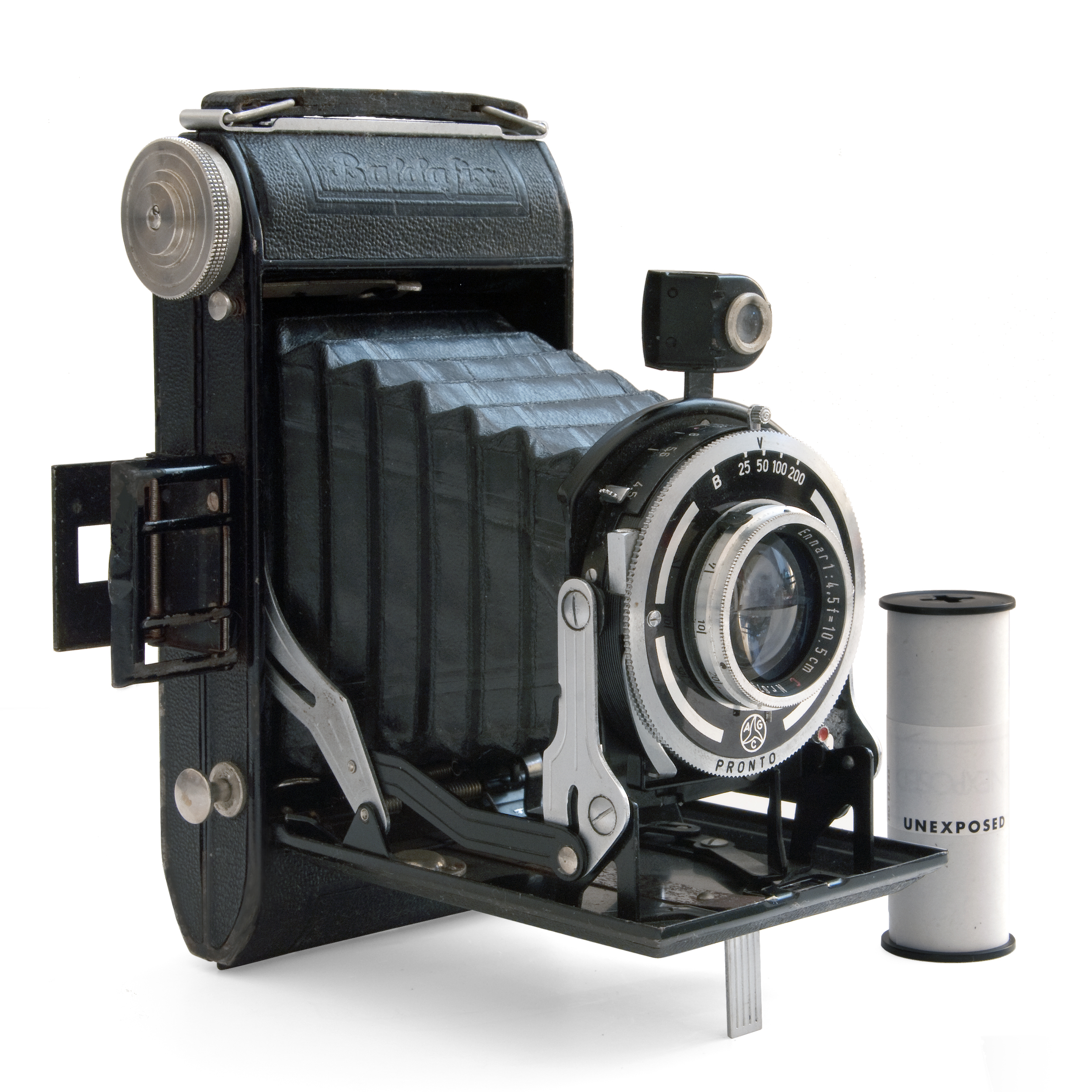
Fotocamera a soffietto Baldafix della Balda

Una fotocamera a soffietto, pieghevole o folding è una fotocamera con messa a fuoco anteriore a soffietto. Prende infatti il nome dalla caratteristica di essere piegata e richiudibile in un pacchetto compatto e robusto per il trasporto e la “conservazione”.

## Caratteristiche
Tipicamente l'obiettivo della fotocamera è unito al soffietto. All'interno dei soffietti un pantografo meccanico permette la corretta messa a fuoco. Il vantaggio principale delle fotocamere a soffietto è l'eccellente rapporto tra la grandezza della pellicola e la grandezza della fotocamera, specie quando è richiusa per la conservazione. Questa funzione è particolarmente vantaggiosa sia per le pellicole grandi che per quelle del medio formato.

## Storia
Questo tipo di fotocamera è stato commercialmente dominante tra il 1900 e il 1945. La tipica fotocamera a soffietto del dilettante del 1930 è stata una macchina fotografica 6x9 pieghevole sia per le dimensioni 120 o 620 della pellicola.
L'uso di fotocamere a soffietto diminuì dopo gli anni sessanta per l'introduzione della pellicola da 35 mm per il mercato consumer. Tale pellicola permise la realizzazione di fotocamere di piccole dimensioni senza la necessità di utilizzare un soffietto. Tuttavia, alcune macchine fotografiche da 35 millimetri continuarono ad essere costruite come fotocamere a soffietto, ad esempio, l'originale Kodak Retina.

## Tipologie
Tra le fotocamere a soffietto più importanti vanno ricordate: 
- Polaroid, linea di macchine pieghevoli per fotografia con pellicola a sviluppo immediato, tra cui il famoso SX-70, una fotocamera reflex monobiettivo;
- Seagull, Modello 203 a soffietto, popolare in tutto il 1970, 1980 e 1990, come fotocamera poco costosa, entry-level, di medio formato;
- Voigtländer Bessa III, una fotocamera in stile rétro con fotogrammi 6x6cm o 6x7cm, utilizzando pellicole di medio formato 120/220.